# Ataque trans
Ataque trans (del inglés trans bashing) es el acto de victimizar a una persona emocional, física, sexual, o verbalmente porque son transgéneros o transexuales. El término también se ha aplicado al discurso de odio dirigido a personas transgénero y a las representaciones de personas transgénero en los medios que refuerzan los estereotipos negativos sobre ellos.
La discriminación, incluida la violencia física o sexual contra las personas trans debido a la transfobia u homofobia, es un hecho común para las personas trans. Los delitos de odio contra las personas trans son comunes incluso recientemente, y "en algunos casos, la inacción de la policía u otros funcionarios del gobierno lleva a la muerte prematura de las víctimas transgénero".
Uno de los incidentes más infames fue la violación y el asesinato en diciembre de 1993 de Brandon Teena, un joven hombre trans, por dos amigos varones después de que descubrieron que biológicamente era una mujer. Los eventos se hicieron conocidos internacionalmente cuando se contaron en el largometraje Boys Don't Cry, que le valió a Hilary Swank un Premio de la Academia a la Mejor Actriz.

## Diferenciación de ataques homosexuales
A diferencia de los ataques homosexuales, el ataque trans se comete debido a la identidad de género real o percibida del objetivo, no a la orientación sexual. Sin embargo, una persona trans puede ser objeto de un ataque homosexual si es percibida como gay en lugar de transgénero.
Al menos desde los disturbios de Stonewall en 1969, las personas de las grandes comunidades trans a menudo se han alineado políticamente con las comunidades de lesbianas, homosexuales y bisexuales. Sin embargo, los investigadores y algunos activistas de las grandes comunidades trans argumentan que los ataques trans deben clasificarse por separado de la violencia cometida sobre la base de la orientación sexual ("homosexualidad"). Los crímenes por prejuicio anti trans se han distinguido conceptual y característicamente de los crímenes homofóbicos en la investigación académica. Un argumento es que combinar la violencia contra los pueblos trans con la violencia contra los homosexuales borra las identidades de las personas en las grandes comunidades trans y la verdad de lo que les sucede. Sin embargo, las campañas contra los ataques homosexuales y los ataques trans se ven a menudo como una causa común.
En un caso, los perpetradores acusados de crímenes de odio contra personas trans han intentado usar una defensa transpánica, una extensión de la defensa de pánico gay. El jurado se estancó, pero hay evidencia de que rechazaron la defensa transpánic. Un diario de derecho proporcionó un análisis de la defensa transpánica, argumentando en parte que la premisa emocional de una defensa transpánica (conmoción al descubrir genitales inesperados) es diferente de la premisa emocional de una defensa de pánico gay (shock al recibir insinuacionesde un miembro del mismo sexo, tal vez por la homosexualidad reprimida).

## Las leyes que cubren identidad de género

### Internacional
Las Naciones Unidas adoptaron su Declaración Universal de Derechos Humanos en 1948 como la primera declaración mundial de derechos humanos. Hay una serie de artículos en la declaración que se han sugerido específicamente relacionados con las personas transgénero y la violencia (que incluyen, entre otros, la violencia física, psicológica, legal, sistémica, emocional y política), aunque los derechos LGBT no están explícitamente delineados en el documento.
- El artículo 2 da a todos los individuos derechos y libertades establecidos en la declaración "sin distinción de ningún tipo, como raza, color, sexo, idioma, religión, opinión política o de otra índole, origen nacional o social, propiedad, nacimiento u otro estado".
- El artículo 5 establece que "nadie será sometido a torturas ni a penas o tratos crueles, inhumanos o degradantes".
- El artículo 7 establece que "todos son iguales ante la ley y tienen derecho, sin discriminación, a igual protección de la ley. Todos tienen derecho a igual protección contra cualquier discriminación en violación de esta Declaración y contra cualquier incitación a tal discriminación".
- El artículo 9 prohíbe el "arresto arbitrario, la detención o el exilio" (que, de conformidad con el artículo 2, está protegido de la distinción basada en la identidad o las creencias).
- El artículo 20 establece que "cualquiera tiene derecho a la libertad de opinión y de expresión, este derecho incluye la libertad de mantener opiniones sin interferencia y de buscar, recibir y difundir información e ideas a través de cualquier medio de comunicación e independientemente de las fronteras".[17]

## En los medios de comunicación
Los medios pueden contribuir a los ataques trans a través de la desinformación y las tácticas de miedo. Las personas transexuales son muchas veces tergiversadas negativamente en los medios de comunicación, o no representados en absoluto. Pueden ser retratadas en los medios como curiosidades o extravagancias, como personas mentalmente inestables y/o como depredadores. Un ejemplo público de esto fue la atención prestada a la transición de Chelsea Manning, un soldado transgénero del ejército estadounidense encarcelado por entregar documentos clasificados a WikiLeaks Una historia de Fox News sobre la transición de Manning fue presentada con la canción de Aerosmith «Dude (Looks Like a Lady)», mientras que la presentadora Gretchen Carlson se refirió a Chelsea por su nombre muerto, Bradley, burlándose de The New York Times por "ayudarlo" utilizando el pronombre de género preferido de Manning. El Ejército se negó a dejarle crecer el pelo como a las otras prisioneras, y continuó refiriéndose a ella como Bradley "para evitar confusión" hasta que un tribunal ordenara usar sus pronombres de género preferidos.

## Salud trans
Según el Informe de la Encuesta nacional sobre discriminación sexual y salud (NTDSR) 2011, que encuestó a 6.450 personas transgénero y no conformes con el género, las personas que no se identifican con su sexo sexual enfrentan obstáculos para obtener atención médica y tienen una mayor probabilidad de enfrentarlo problemas de salud relacionados con su identidad de género.

### Salud mental
Las personas transgénero experimentan mayores problemas de salud mental, como depresión, ansiedad, intentos de suicidio y trastorno de estrés postraumático (TEPT), así como las disparidades de salud física (por ejemplo, enfermedad cardiovascular). También tienen una mayor tasa de intentos de suicidio que la población en general. En 2013, el 2.2% de los adultos estadounidenses había intentado suicidarse, mientras que el 41% de las personas trans habían intentado suicidarse en 2011. La tasa de intentos de suicidio en personas transgénero aumentó a 51% para los acosados o acosados en la escuela, 55% para aquellos que perdieron recientemente un empleo debido a prejuicios, y 61% y 64% para aquellos que fueron víctimas de asalto físico y sexual, respectivamente. La baja autoestima en personas transgénero se ha relacionado con un alto riesgo de transmisión del VIH. En 2008, la tasa de VIH en mujeres transgénero en América del Norte fue del 27,7%.

### Acceso a la asistencia sanitaria
En los NTDSR de 2010 y 2011, el 19% de las personas encuestadas informaron que se les había rechazado la atención médica debido a su identidad de género y el 50% informó que no tenían conocimiento de las necesidades de salud de las personas transgénero.
Bajo la Ley de Cuidado de Salud a Bajo Precio de los Estados Unidos, es ilegal que cualquier programa de salud que recibe fondos federales discrimine en función de la identidad de género. La discriminación incluye la negativa a admitir, tratar o proporcionar cualquier servicio que esté disponible para otros pacientes; sujeción de pacientes a examen intrusivo; acosar o negarse a responder al acoso por parte de otro personal o pacientes; negativa a proporcionar servicios de apoyo; obligación de participar en la terapia de conversión; y cualquier tipo de interferencia en la búsqueda de los derechos de atención médica.

### Disparidades raciales
Se ha demostrado que la raza agrava las manifestaciones de discriminación existente sobre la base de la identidad de género. Las mujeres trans negras tienen la tasa de suicidio más alta de cualquier otro grupo en los Estados Unidos, casi la mitad lo intenta en sus vidas, mientras que las mujeres negras cisgénero intentan suicidarse a una tasa de 1.7% en promedio. Los estudiantes trans enfrentan mayores índices de acoso y violencia en las escuelas dependiendo de su raza. Los estudiantes transgénero indios estadounidenses enfrentan las tasas más altas de agresión sexual en la escuela con un 24%, seguidos de estudiantes multirraciales (18%), asiáticos (17%) y negros (15%). Los estudiantes blancos transgénero enfrentan una tasa de agresión sexual del 9% en K-12. Las mujeres negras trans tienen una tasa más alta de infección por VIH que otros grupos, con una tasa de 30.8 a 56.3%, en comparación con el 27.7% de las personas transexuales MTF en promedio.

#### Policía y encarcelamiento
En la Encuesta Nacional de Discriminación Transgénero 2011 en los Estados Unidos, el 22% de los encuestados que habían interactuado con la policía reportó el acoso debido al sesgo. El 20% reportó la negativa de equidad en los servicios. El 48% informó sentirse incómodo pidiendo asistencia policial. Los encuestados que habían cumplido condena en la cárcel informaron una tasa más alta de acoso por parte de los oficiales comparados con otras personas que habían estado presas. De todos los encuestados, el 7% informó que estuvo en una celda solo debido a la expresión de identidad de género, mientras que esta cifra fue del 41% para negros y del 21% para latinos trans encuestados. Las personas transgénero informaron que se les negó la atención médica, especialmente la terapia hormonal, en la cárcel, siendo especialmente afectadas las personas trans negras y personas trans indios estadounidenses quienes tenían las tasas más elevadas de reportes.